# Devon Bostick

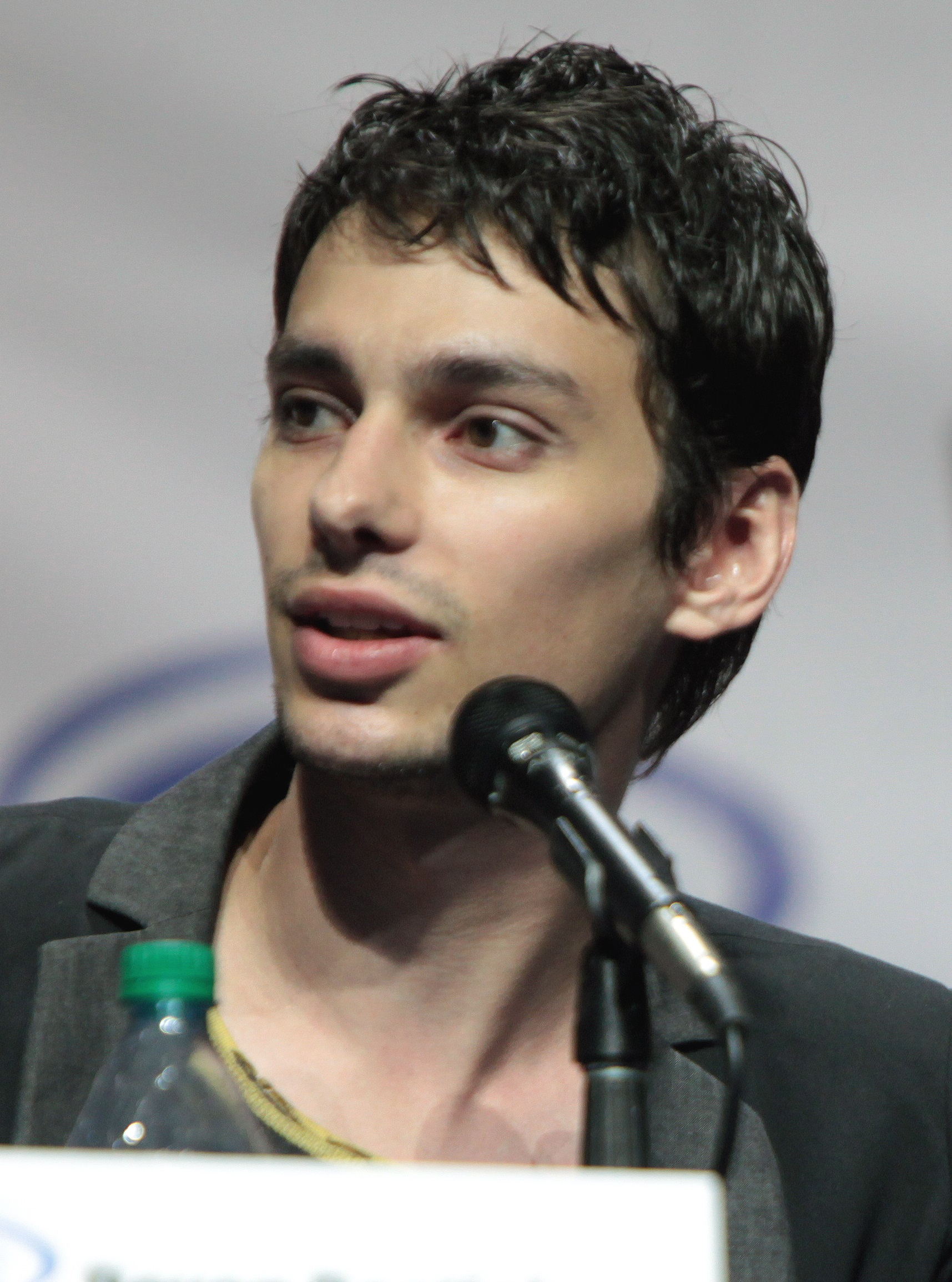
Devon Bostick (2016)

Devon Bostick (* 13. November 1991 in Toronto, Kanada) ist ein kanadischer Schauspieler. Er spielte u. a. in Simons Geheimnis die Hauptrolle des Simon und in den ersten drei Verfilmungen der Kinderbuchreihe Gregs Tagebuch die Rolle als Gregs (Zachary Gordon) großer Bruder Rodrick Heffley. Außerdem spielt er Ezio Auditore in dem Kurzfilm Assassin’s Creed Lineage.

## Leben und Familie
Bosticks Mutter, Stephanie Gorin, ist Casting-Agentin und sein Vater, Joe Bostick, auch Schauspieler. Bostick hat einen drei Jahre jüngeren Bruder. Angefangen mit der Schauspielerei hatte er 1998. Er spielt bei Simons Geheimnis, Saw VI, Gregs Tagebuch – Von Idioten umzingelt!, Gregs Tagebuch 2 – Gibt’s Probleme?, in Survival of the Dead und vielen anderen Filmen bzw. Fernsehserien mit. Seine Rolle als Rodrick übernahm er 2012 auch im dritten Teil der Gregs-Tagebuch-Verfilmungen Gregs Tagebuch 3 – Ich war’s nicht!. Von 2014 bis 2017 verkörperte er die Hauptrolle Jasper Jordan in der Science-Fiction-Fernsehserie The 100.

## Filmografie (Auswahl)
- 2004: Godsend
- 2004: Odyssey 5
- 2004: Prinzessin Ithaka
- 2005: Das Spiel des Lebens (Knights of the South Bronx)
- 2006: American Pie präsentiert: Nackte Tatsachen (American Pie Presents: The Naked Mile)
- 2007: The Altar Boy Gang
- 2008: Simons Geheimnis (Adoration)
- 2009: Assassin’s Creed: Lineage
- 2009: Saw VI
- 2009: Survival of the Dead
- 2009–2010: Being Erica – Alles auf Anfang (Being Erica, Fernsehserie, 16 Episoden)
- 2010: Rookie Blue (Fernsehserie, Episode 1x01)
- 2010: Flashpoint – Das Spezialkommando (Flashpoint, Fernsehserie, Episode 3x01)
- 2010: Haven (Fernsehserie, Episode 1x07)
- 2010: Gregs Tagebuch – Von Idioten umzingelt! (Diary of a Wimpy Kid)
- 2011: Gregs Tagebuch 2 – Gibt’s Probleme? (Diary of a Wimpy Kid: Rodrick Rules)
- 2011: Sacrifice – Tag der Abrechnung (Sacrifice)
- 2012: Gregs Tagebuch 3 – Ich war’s nicht! (Diary of a Wimpy Kid: Dog Days)
- 2012: Dead Before Dawn
- 2013: The Art of Steal – Der Kunstraub (The Art of the Steal)
- 2014: Small Time
- 2014–2017: The 100 (Fernsehserie, 41 Episoden)
- 2015: Being Charlie
- 2015: Regression
- 2017: Okja
- 2020: Words on Bathroom Walls
- 2020: Pink Skies Ahead
- 2020: A Teacher (Miniserie, 2 Episoden)
- 2020–2023: Most Dangerous Game (Fernsehserie 13 Episoden)
- 2023: Fubar (Fernsehserie)
- 2023: Oppenheimer
- 2025: Krieg der Welten (War of the Worlds)

## Auszeichnungen und Nominierungen
| Tabellarische Übersicht der Auszeichnungen und Nominierungen | Tabellarische Übersicht der Auszeichnungen und Nominierungen | Tabellarische Übersicht der Auszeichnungen und Nominierungen | Tabellarische Übersicht der Auszeichnungen und Nominierungen | Tabellarische Übersicht der Auszeichnungen und Nominierungen |
| Jahr                                                         | Auszeichnung                                                 | Für                                                          | Kategorie | Resultat                                                     |
| ------------------------------------------------------------ | ------------------------------------------------------------ | ------------------------------------------------------------ | --- | ------------------------------------------------------------ |
| 2008                                                         | Young Artist Award                                           | The Altar Boy Gang                                           | Best Performance in a TV Movie, Miniseries or Special – Leading Young Actor | Nominiert                                                    |
| 2010                                                         | Young Artist Award                                           | Simons Geheimnis                                             | Best Performance in a Feature Film – Leading Young Actor | Nominiert                                                    |
| 2010                                                         | Young Artist Award                                           | Being Erica – Alles auf Anfang                               | Best Performance in a TV Series – Recurring Young Actor 14 and Over | Nominiert                                                    |
| 2011                                                         | Young Artist Award                                           | Gregs Tagebuch – Von Idioten umzingelt!                      | Best Performance in a Feature Film – Young Ensemble Cast (zusammen mit Zachary Gordon, Chloë Moretz, Karan Brar, Robert Capron, Grayson Russell, Alex Ferris und Laine MacNeil)             | Gewonnen                                                     |
| 2013                                                         | Young Artist Award                                           | Gregs Tagebuch 3 – Ich war’s nicht!                          | Best Performance in a Feature Film – Young Ensemble Cast (zusammen mit Zachary Gordon, Robert Capron, Peyton List, Karan Brar, Laine MacNeil, Connor und Owen Fielding und Grayson Russell) | Gewonnen                                                     |